# 宁夷郡
宁夷郡，中国南北朝时设置的郡。
西魏时置，治所在宁夷县（今陕西省礼泉县东北）。辖境约当今陕西省礼泉县地。属雍州。西魏末改为秦郡。